# فتح نجربونت
فتح نجربونت كانت تدور بين قوات الدولة العثمانية بقيادة السلطان محمد الفاتح بنفسه والحامية من مستعمرة البندقية «نجربونت» (خالكيذا) عاصمة ولاية وابية التابعة للبندقية في وسط اليونان. واستمر الحصار لمدة شهر تقريبا، وعلى الرغم من الخسائر العثمانية الكبيرة انتهي الحصار بالاستيلاء على المدينة وجزيرة اوبوا من قبل العثمانيين.

## هزيمة أسطول الإغاثة
كان قائد قوة إغاثة البندقية هو نيكولو كانال المعروف باسم «رجل الحروف وليس مقاتلا، وهو رجل علم يعرف لقراءة الكتب أكثر من مباشرة شؤون البحر». كان أسطوله يحتوي على 53 سفينة و 18 سفينة أصغر، أي خمس حجم الأسطول العثماني. وصل بعد ثلاثة أسابيع من الحصار، فقد أعصابه وانسحب إلى ساموثريس، يطلب المساعدة، ولكن فقط صكوك الغفران البابوية الذي وصل. كان بإمكان كانال كسر الحصار إذا هاجم الجسر العائم الذي اعتمده عليه الأتراك. الرياح والمد والجزر في صالحه والبنادقة كانت تبحر بسرعة 15 عقدة (28 كم/س; 17 ميل/س) تجاهها لكنه فقد أعصابه وانسحب. أخذ أسطوله المتمرّد الآن إلى البندقية واستسلمت نجربونت في اليوم التالي.